# Gremiasco
Gremiasco és un municipi situat al territori de la província d'Alessandria, a la regió del Piemont (Itàlia).
Limita amb els municipis de Bagnaria, Brignano-Frascata, Cecima, Fabbrica Curone, Montacuto, Ponte Nizza, San Sebastiano Curone i Varzi.
Pertanyen al municipi les frazioni d'Albora, Bernona, Caschina Brichetti, Codevico, Colombassi, Castagnola, Fornace, Fovia, Gaggino, Guardamonte, Lunaro, Malvista, Martinetto, Matte, Musigliano, Pradelle, Riarasso, Ronco, Solaro, Stemigliano i Valbeccara.

## Galeria fotogràfica

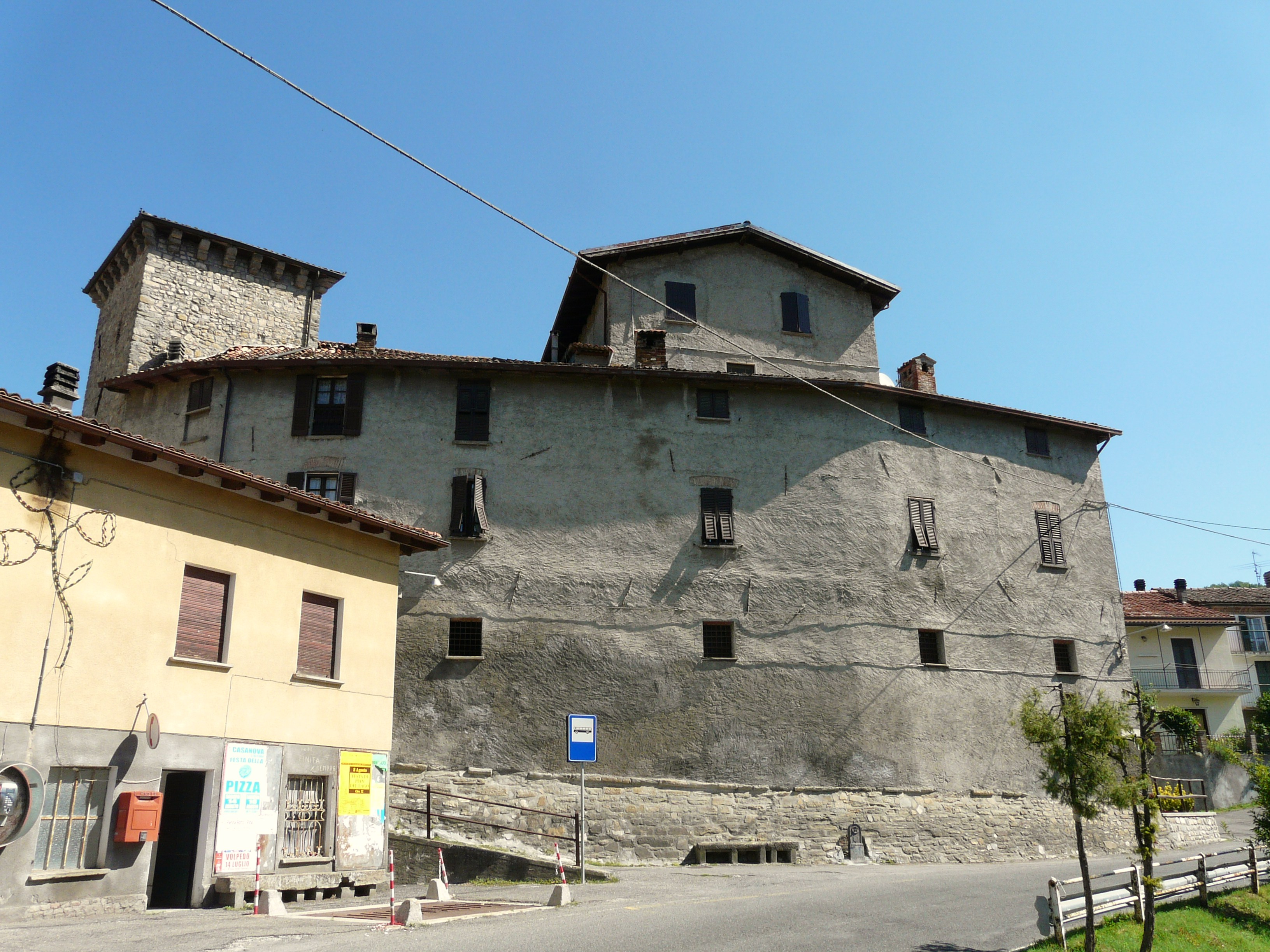
El castell de Malaspina
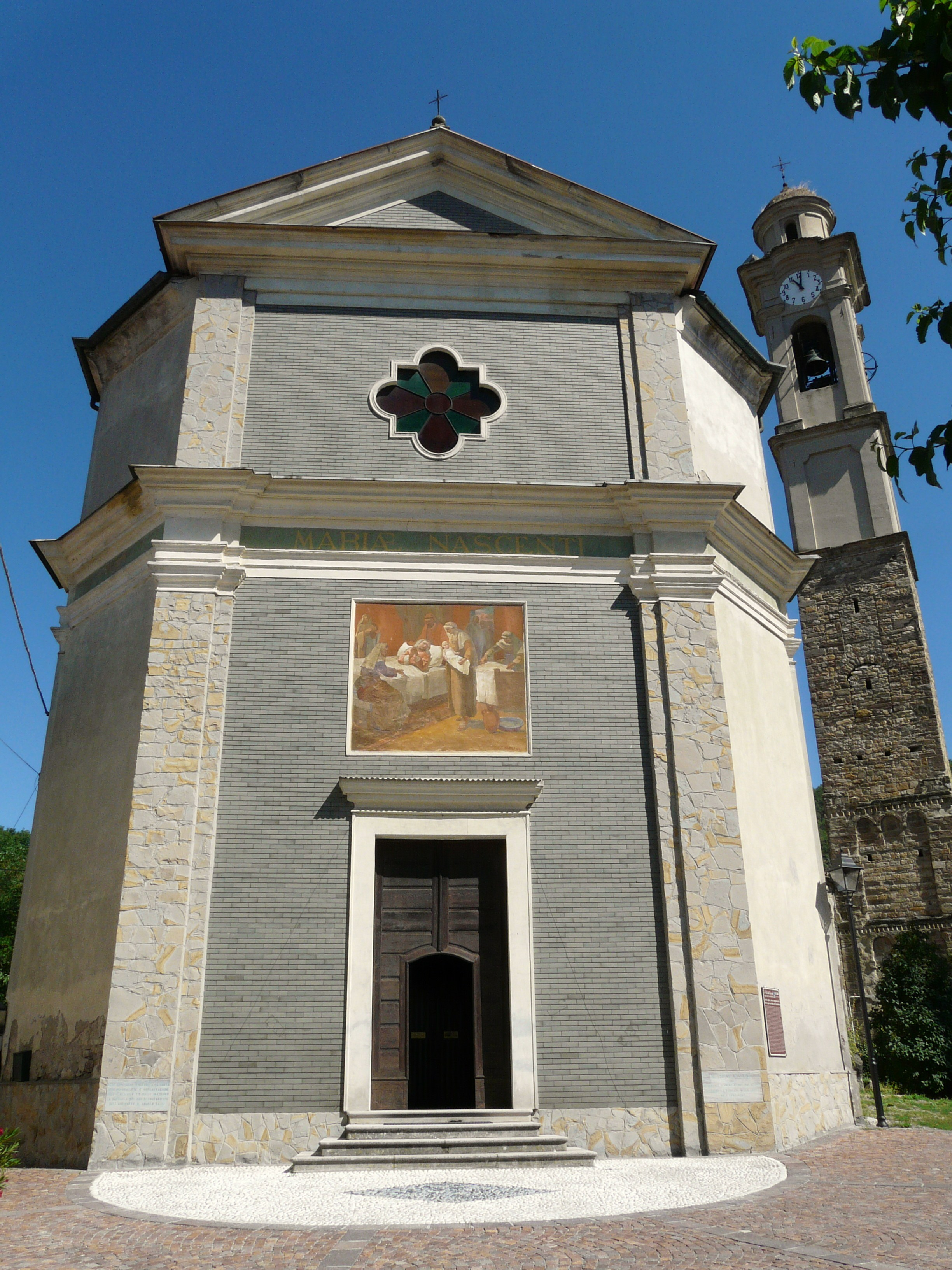
L'església de Santa Maria
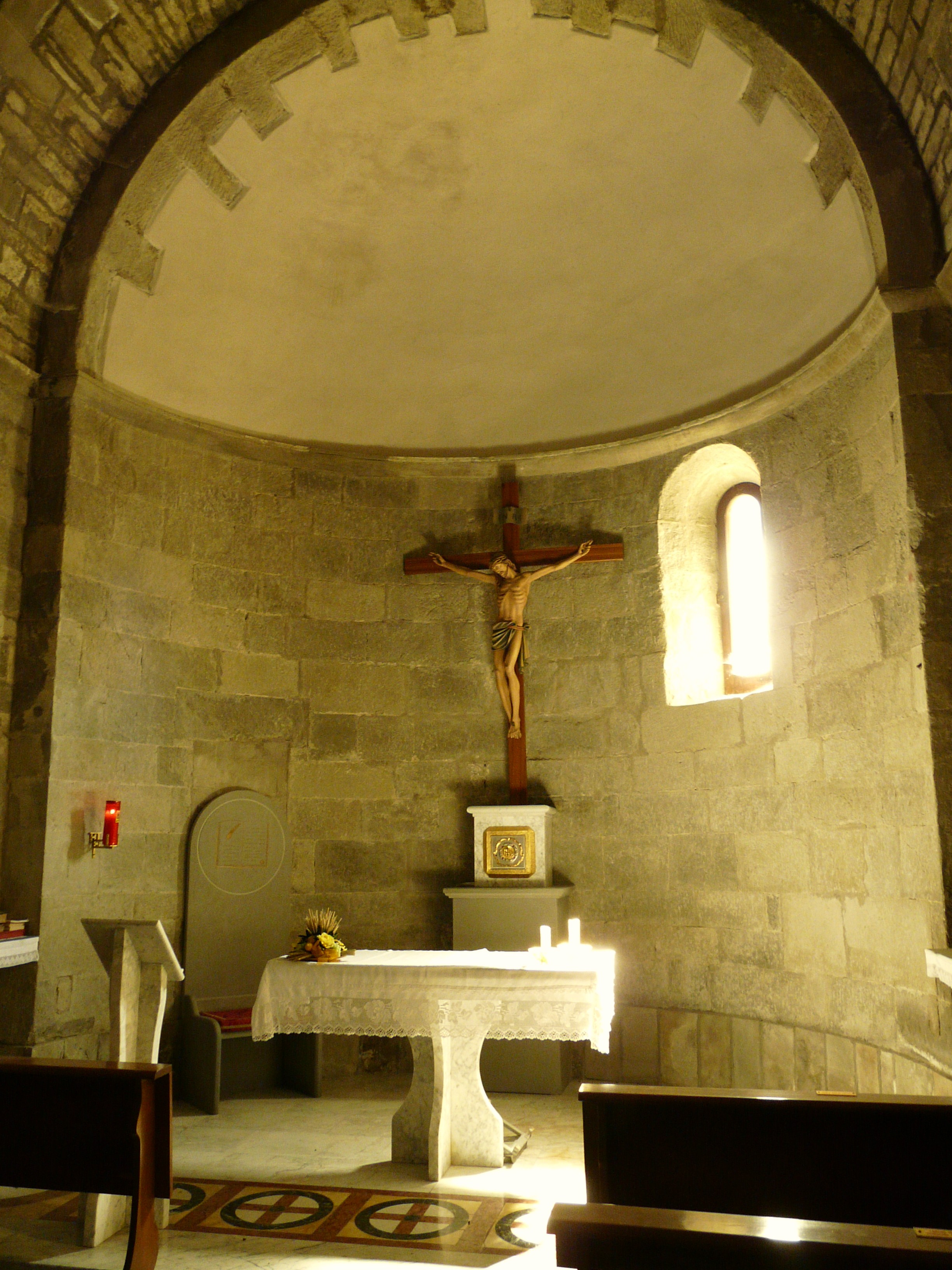
La capella del Santíssim Sagrament